# Бинди Ъруин
Бинди Сю Ъруин (на английски: Bindi Sue Irwin) е известна австралийска природозащитничка, актриса, певица, авторка на песни и танцьорка.
Изповядва същите възгледи за опазване на животните и околната среда като нейните родители.

## Произход
Родена е в Намбур, Куинсланд, Австралия на 24 юли 1998 г. Дъщеря е на Ловеца на крокодили Стив Ъруин и съпругата му Тери Ъруин. Живее заедно със семейството си в Австралийския зоопарк.
Първото ѝ име произхожда от любимия крокодил Бинди на баща ѝ, отглеждан в Австралийския зоопарк. Второто ѝ Сю име идва от семейното им куче Сюи. Според баща ѝ „бинди“ е дума от аборигенския език, означаваща „малко момиче“.

## Кариера
Бинди започва проявите си в телевизионни предавания още в много ранна възраст – 2-годишна. Появява се редовно в предаванията на баща си, включително в „Дневниците на Ловеца на крокодили“ (The Crocodile Hunter Diaries), както и в развлекателния филм „Уигли сафари“ (The Wiggles: Wiggly Safari), през 2002 година.
Водеща е на документално детско предаване, посветено на животните, заснето в 26 епизода, със заглавието „Бинди – момичето от джунглата“ (Bindi the Jungle Girl), продукция на канала Discovery Kids. Баща ѝ Стив Ъруин участва в много от епизодите на предаването до смъртта си през 2006 година, когато продукцията временно е спряна. Премиерата на подновения сериал по канал Discovery Kids е през юни 2007 г.
Бинди води също специално предаване, посветено на баща ѝ, наречено „Татко ми, Ловецът на крокодили“ (My Daddy the Crocodile Hunter). Също така участва в заснемането на фитнес-предаване за деца на DVD носител, в което пее и танцува заедно с групата Bindi Kidfitness. Издава хип-хоп албум „Неприятности в джунглата“ (Trouble In The Jungle).
Бинди и групата The Crocmen изпълняват песента „Trouble In The Jungle“ по телевизията, в предаването The Today Show, през ноември 2007 г. Занимава се с уроци по пиано.
През септември 2006 г., на 8-годишна възраст, Бинди Ъруин се появява на корицата на австралийското списание „New Idea“ като най-младия човек, допринесъл за развитието на списанието с над 105-годишна история.
В началото на януари 2007 г. взима участие в телевизионното шоу The Ellen Show. Веднага след това се появява в шоуто Late Show with David Letterman на Дейвид Летърман; придружава актьора Ръсел Кроу, добър семеен приятел, на официална гала-вечер. При тези си изяви тя промотира диска си Bindi Kidfitness и изпълнява новата си роля на „туристически посланик“ на Австралия.
Бинди Ъруин участва в предаването Larry King Live на Лари Кинг на 11 януари 2007 г. Споделя, че писането е любимият ѝ предмет, за разлика от математиката. Също така казва, че много обича индивидуалното си обучение, защото са много добри приятели с учителите си.
През 2007 г., на наградите Kids' Choice Awards, Бинди Ъруин представя номинациите за „Любим мъжки изпълнител“, заедно с Джордж Лопес и Тейлър Уилямс, при което награда взима Джъстин Тимбърлейк.
На 22 ноември 2007 г. Бинди заедно с майка си Тери участват в 81-вия годишен парад на Деня на благодарността, изпълнявайки песни от албума си Trouble in the Jungle заедно с групата The Crocmen.
През 2008 г. Бинди стартира собствената си модна линия „Bindi Wear International“ – дизайнерска серия дрехи, изработени изцяло от естествени материали (100% памук), съхранявайки стила на цялостното опазване на природата.
На 13 юни 2008 г. Бидни Ъруин печели наградата на Daytime Emmy Award за изключителни заслуги в детски сериали. На 9-годишна възраст тя се превръща в най-младия участник, печелил награда Daytime Emmy, изпреварвайки предишния ѝ притежателка Камрин Граймс, спечелила наградата си за млада актриса в драматичен сериал на 10-годишна възраст.
На 26 декември 2009 г. Бинди се появява на сцената в Австралийския зоопарк, заедно с новите си певици и танцьорки, наречени „Момичетата от джунглата“ (The Jungle Girls).
Бинди дарява 10% от печалбата си на Wildlife Warriors, благотворителна организация, основана от семейството ѝ през 2002 година.
Тя играе ролята на Кира в четвъртия филм за косатката Уили „Волният Уили: Бягство от пиратския залив“ (Free Willy: Escape from Pirate's Cove), който е излъчен на 23 март 2010 г.
През 2011 г., на наградите Nickelodeon Kids Choice Awards, Бинди заедно с по-малкия си брат Робърт печели първата награда в новосъздадената категория „Залата на лигата“ (Hall of Slime).
През 2012 г. е планирано Бинди зо води предаване в 26 епизода на природна тематика, наречено „Тренировъчният лагер на Бинди“ (Bindi's Bootcamp). Участниците са изправят пред „предизвикателни приключения“, които изпитат техните знания и умения на тема, свързана с опазването на дивия живот и природа.
През 2013 г. Бинди се снима в приключенския филм „Завръщане на острова на Ним“, посветен на природозащитна тематика, продължение на филма „Островът на Ним“ от 2008 година.

## Смъртта на Стив Ъруин
Бащата ѝ Стив Ъруин умира по време на нещастен инцидент на 4 септември 2006 г., убит от скат по време на снимки около Големия бариерен риф. В телевизионно изявление Бинди заедно с майка си обявява, че ще продължи благородната кауза на баща си, свързана с опазването на дивия живот. Стив Ъруин многократно е споменавал, че подкрепя напълно дъщеря си по пътя към славата и заявява, че „просто иска да е спътник на дъщеря си“.
На 20 септември 2006 г. Бинди възхвалява баща си в реч, изречена пред повече от 5000 зрители в Австралийския зоопарк и над 300 милиона зрители по целия свят, наблюдаващи възпоменателната церемония, посветена на Стив Ъруин.